# (3089) Oujianquan
(3089) Oujianquan ist ein Asteroid des Hauptgürtels, der am 3. Dezember 1981 an der Sternwarte am purpurnen Berg in Nanjing entdeckt wurde.
Der Asteroid (3089) ist nach Oujianquan, einem chinesischen Geschäftsmann, benannt.